# Chabris
Chabris là một xã ở tỉnh Indre khu vực trung bộ Pháp. Xã này có diện tích 41,22 km², dân số thời điểm năm 2005 là 2652 người. Khu vực này có độ cao trung bình 80 mét trên mực nước biển.